# Wiktor Zajcew
Wiktor Zajcew (ur. 6 czerwca 1966 w Taszkencie) – uzbecki lekkoatleta specjalizujący się w rzucie oszczepem, początkowo reprezentujący Związek Radziecki.
Wicemistrz Europy ze Splitu (1990) – uzyskał wówczas wynik 83,30 m i o równe 4 metry przegrał złoty medal z reprezentantem Wielkiej Brytanii Steve’em Backleyem. W 1992 w barwach Wspólnoty Niepodległych Państw startował w igrzyskach olimpijskich w Barcelonie – nie zakwalifikował się jednak do finałowej rozgrywki. Trzykrotnie nie awansował do finału mistrzostw świata – Tokio 1991, Stuttgart 1993 oraz Göteborg 1995. W 1993 roku zdobył srebrny medal mistrzostw Azji. 
Rekord życiowy: 87,20  (23 czerwca 1992, Moskwa), wynik ten jest aktualnym rekordem Uzbekistanu.